# باول روبنسون (متسلق صخور)
باول روبنسون (بالإنجليزية: Paul Robinson)‏ هو متسلق صخور ‏ أمريكي، ولد في 28 أغسطس 1987 في نيوجيرسي في الولايات المتحدة.

## وصلات خارجية
- بول روبنسون على موقع الاتحاد الدولي لرياضة التسلق (الإنجليزية)